# Tuyên Quang (thành phố)
Tuyên Quang là thành phố tỉnh lỵ cũ của tỉnh Tuyên Quang, Việt Nam.

## Địa lý
Thành phố Tuyên Quang nằm ở phía nam tỉnh Tuyên Quang, cách Hà Nội khoảng 165 km theo quốc lộ 2, 130 km theo đường Sơn Nam, có vị trí địa lý:
- Phía nam giáp huyện Sơn Dương
- Các phía còn lại giáp huyện Yên Sơn.

Thành phố nằm hai bên bờ sông Lô, được che chắn bởi các dãy núi cao và xen kẽ nhiều đồi núi thấp. Độ cao trung bình dưới 500m và hướng thấp dần từ bắc xuống nam, độ dốc thấp dần dưới 25°.
Khí hậu của thành phố Tuyên Quang mang đặc điểm khí hậu cận nhiệt đới ẩm, chịu ảnh hưởng của lục địa Bắc Á Trung Hoa, có 4 mùa rõ rệt, mùa đông phi nhiệt đới lạnh - khô hạn, mùa hè nóng ẩm-mưa nhiều, mùa xuân và mùa thu ngắn, mang ý nghĩa chuyển tiếp giữa 2 mùa chính là đông và hè. Lượng mưa trung bình hàng năm đạt 1.295-2.266 mm. Nhiệt độ trung bình 22°–23°C. Độ ẩm bình quân năm là 85%.
| Dữ liệu khí hậu của Tuyên Quang                              | Dữ liệu khí hậu của Tuyên Quang | Dữ liệu khí hậu của Tuyên Quang | Dữ liệu khí hậu của Tuyên Quang | Dữ liệu khí hậu của Tuyên Quang | Dữ liệu khí hậu của Tuyên Quang | Dữ liệu khí hậu của Tuyên Quang | Dữ liệu khí hậu của Tuyên Quang | Dữ liệu khí hậu của Tuyên Quang | Dữ liệu khí hậu của Tuyên Quang | Dữ liệu khí hậu của Tuyên Quang | Dữ liệu khí hậu của Tuyên Quang | Dữ liệu khí hậu của Tuyên Quang | Dữ liệu khí hậu của Tuyên Quang |
| Tháng                                                        | 1                               | 2                               | 3                               | 4                               | 5                               | 6                               | 7                               | 8                               | 9                               | 10                              | 11                              | 12                              | Năm                             |
| ------------------------------------------------------------ | ------------------------------- | ------------------------------- | ------------------------------- | ------------------------------- | ------------------------------- | ------------------------------- | ------------------------------- | ------------------------------- | ------------------------------- | ------------------------------- | ------------------------------- | ------------------------------- | ------------------------------- |
| Cao kỉ lục °C (°F)                                           | 30.0 (86.0)                     | 33.2 (91.8)                     | 36.0 (96.8)                     | 39.4 (102.9)                    | 41.0 (105.8)                    | 40.5 (104.9)                    | 38.3 (100.9)                    | 38.2 (100.8)                    | 37.3 (99.1)                     | 35.0 (95.0)                     | 34.3 (93.7)                     | 32.6 (90.7)                     | 41.0 (105.8)                    |
| Trung bình ngày tối đa °C (°F)                               | 19.6 (67.3)                     | 20.5 (68.9)                     | 23.7 (74.7)                     | 27.9 (82.2)                     | 31.8 (89.2)                     | 32.8 (91.0)                     | 33.0 (91.4)                     | 32.6 (90.7)                     | 31.7 (89.1)                     | 29.0 (84.2)                     | 25.5 (77.9)                     | 22.0 (71.6)                     | 27.5 (81.5)                     |
| Trung bình ngày °C (°F)                                      | 16.1 (61.0)                     | 17.2 (63.0)                     | 20.3 (68.5)                     | 24.1 (75.4)                     | 27.3 (81.1)                     | 28.5 (83.3)                     | 28.5 (83.3)                     | 28.0 (82.4)                     | 27.0 (80.6)                     | 24.4 (75.9)                     | 20.8 (69.4)                     | 17.5 (63.5)                     | 23.3 (73.9)                     |
| Tối thiểu trung bình ngày °C (°F)                            | 13.7 (56.7)                     | 15.1 (59.2)                     | 18.1 (64.6)                     | 21.5 (70.7)                     | 24.0 (75.2)                     | 25.2 (77.4)                     | 25.4 (77.7)                     | 25.0 (77.0)                     | 23.9 (75.0)                     | 21.3 (70.3)                     | 17.7 (63.9)                     | 14.5 (58.1)                     | 20.4 (68.7)                     |
| Thấp kỉ lục °C (°F)                                          | 1.8 (35.2)                      | 5.2 (41.4)                      | 7.1 (44.8)                      | 12.2 (54.0)                     | 16.5 (61.7)                     | 18.8 (65.8)                     | 20.2 (68.4)                     | 19.9 (67.8)                     | 16.9 (62.4)                     | 10.5 (50.9)                     | 7.1 (44.8)                      | 2.9 (37.2)                      | 1.8 (35.2)                      |
| Lượng Giáng thủy trung bình mm (inches)                      | 23 (0.9)                        | 29 (1.1)                        | 53 (2.1)                        | 115 (4.5)                       | 220 (8.7)                       | 280 (11.0)                      | 278 (10.9)                      | 298 (11.7)                      | 179 (7.0)                       | 132 (5.2)                       | 49 (1.9)                        | 18 (0.7)                        | 1.674 (65.9)                    |
| Số ngày giáng thủy trung bình                                | 10.6                            | 11.6                            | 15.1                            | 15.0                            | 14.7                            | 16.3                            | 17.5                            | 18.1                            | 13.0                            | 11.2                            | 7.4                             | 6.6                             | 157.2                           |
| Độ ẩm tương đối trung bình (%)                               | 82.8                            | 82.8                            | 84.0                            | 83.7                            | 80.5                            | 82.3                            | 83.4                            | 85.2                            | 84.1                            | 82.8                            | 81.5                            | 80.7                            | 82.8                            |
| Số giờ nắng trung bình tháng                                 | 63                              | 47                              | 54                              | 92                              | 175                             | 166                             | 185                             | 185                             | 184                             | 159                             | 130                             | 113                             | 1.553                           |
| Nguồn: Vietnam Institute for Building Science and Technology |                                 |                                 |                                 |                                 |                                 |                                 |                                 |                                 |                                 |                                 |                                 |                                 |                                 |

## Hành chính
Thành phố Tuyên Quang có 15 đơn vị hành chính cấp xã trực thuộc, bao gồm 10 phường: An Tường, Đội Cấn, Hưng Thành, Minh Xuân, Mỹ Lâm, Nông Tiến, Phan Thiết, Tân Hà, Tân Quang, Ỷ La và 5 xã: An Khang, Kim Phú, Lưỡng Vượng, Thái Long, Tràng Đà.

## Lịch sử
Trong quá trình lịch sử, thành phố Tuyên Quang luôn là một địa bàn có vị trí chiến lược quan trọng, là thủ phủ của một vùng "an biên" che chắn cho kinh đô Thăng Long về phía bắc.
Tháng 5 năm 1946, thành lập thị xã Tuyên Quang trên cơ sở khu phố Xuân Hòa và khu phố Tam Cờ của huyện Yên Sơn với diện tích khoảng 1 km².
Tháng 5 năm 1948, Chính phủ ban hành Quyết định về việc tạm thời giải thể thị xã Tuyên Quang.
Tháng 4 năm 1952, thành lập xã Tân Quang trên cơ sở thị xã Tuyên Quang cũ và 2 khu phố sơ tán: Cây đa nước chảy, Ghềnh Quýt.
Sau năm 1954, thị xã Tuyên Quang bao gồm 3 tiểu khu: Minh Xuân, Phan Thiết và Tân Quang.
Ngày 15 tháng 2 năm 1955, Thủ tướng Chính phủ ban hành Nghị định số 460-TTg về việc tái lập thị xã Tuyên Quang trên cơ sở toàn bộ xã Tân Quang và 2 thôn: Minh Tân, Cầu Lườn của xã Ỷ La.
Trước năm 1960, thị xã Tuyên Quang có 5 phố: Tam Cờ, Xã Tắc, Quang Trung, Minh Tân, Xuân Hòa. Các phố Tam Cờ, Xã Tắc, Quang Trung nay là phường Tân Quang; 2 phố: Minh Xuân, Xuân Hòa nay là phường Minh Xuân.
Đầu năm 1968, thành lập phường Phan Thiết.
Ngày 26 tháng 7 năm 1968, Hội đồng Chính phủ ban hành Quyết định số 119-CP về việc sáp nhập 4 xã: Ỷ La, Hưng Thành, Nông Tiến và Tràng Đà thuộc huyện Yên Sơn về thị xã Tuyên Quang quản lý.
Thị xã Tuyên Quang vào lúc này bao gồm 7 đơn vị cơ sở là 3 tiểu khu nội thị: Minh Xuân, Phan Thiết, Tân Quang và 4 xã ngoại thị: Ỷ La, Hưng Thành, Nông Tiến, Tràng Đà.
Sau năm 1975, thị xã Tuyên Quang vẫn giữ nguyên tổ chức hành chính gồm 3 tiểu khu (sau là 3 phường) và 4 xã.
Ngày 27 tháng 12 năm 1975, Quốc hội ban hành Nghị quyết (nghị quyết có hiệu lực từ tháng 1 năm 1976) về việc thành lập tỉnh Hà Tuyên trên cơ sở sáp nhập tỉnh Tuyên Quang và tỉnh Hà Giang. Khi đó, thị xã Tuyên Quang là tỉnh lỵ ban đầu của tỉnh Hà Tuyên với tỉnh lỵ đặt tại thị xã Hà Giang (giai đoạn 1975 – 1979).
Ngày 21 tháng 2 năm 1979, Tỉnh ủy Hà Tuyên ban hành Quyết định về việc di chuyển tỉnh lỵ tỉnh Hà Tuyên từ thị xã Hà Giang về thị xã Tuyên Quang (giai đoạn 1979 – 1991).
Ngày 12 tháng 8 năm 1991, Quốc hội ban hành Nghị quyết (nghị quyết có hiệu lực từ ngày 1 tháng 10 năm 1991) về việc chia tỉnh Hà Tuyên thành tỉnh Hà Giang và tỉnh Tuyên Quang. Khi đó, thị xã Tuyên Quang trở lại là tỉnh lỵ của tỉnh Tuyên Quang.
Ngày 3 tháng 9 năm 2008, Chính phủ ban hành Nghị định số 99/2008/NĐ-CP. Theo đó:
- Điều chỉnh 7.523,33 ha diện tích tự nhiên và 31.933 nhân khẩu của huyện Yên Sơn (gồm toàn bộ diện tích tự nhiên và dân số của các xã: An Tường, Lưỡng Vượng, An Khang, Thái Long và Đội Cấn) về thị xã Tuyên Quang quản lý.
- Thành lập phường Tân Hà trên cơ sở điều chỉnh 524 ha diện tích tự nhiên và 8.525 nhân khẩu của xã Ỷ La.
- Thành lập phường Ỷ La trên cơ sở toàn bộ 350,31 ha diện tích tự nhiên và 3.921 nhân khẩu còn lại của xã Ỷ La.
- Thành lập phường Hưng Thành trên cơ sở toàn bộ 479,79 ha diện tích tự nhiên và 6.289 nhân khẩu của xã Hưng Thành.
- Thành lập phường Nông Tiến thuộc trên cơ sở toàn bộ 1.269,99 ha diện tích tự nhiên và 6.535 nhân khẩu của xã Nông Tiến.

Sau khi điều chỉnh địa giới hành chính, thị xã Tuyên Quang có 11.917,45 ha diện tích tự nhiên và 90.793 nhân khẩu với 13 đơn vị hành chính cấp xã, bao gồm 7 phường: Minh Xuân, Tân Quang, Phan Thiết, Tân Hà, Ỷ La, Hưng Thành, Nông Tiến và 6 xã: Tràng Đà, An Tường, Lưỡng Vượng, An Khang, Thái Long, Đội Cấn.
Vào ngày 9 tháng 9 năm 2009 thị xã Tuyên Quang đã chính thức trở thành đô thị loại III theo Quyết định số 694/QĐ-BXD của Bộ Xây dựng và trở thành thành phố của tỉnh Tuyên Quang vào ngày 15 tháng 8 năm 2010 theo Nghị Quyết số 27/NQ-CP ngày 2 tháng 7 năm 2010 của Chính Phủ.
Thành phố Tuyên Quang có diện tích tự nhiên 11.917,45 ha và 110.119 nhân khẩu, 13 đơn vị hành chính cấp xã, bao gồm 7 phường: Minh Xuân, Phan Thiết, Tân Quang, Tân Hà, Hưng Thành, Ỷ La, Nông Tiến và 6 xã: Tràng Đà, An Tường, Lưỡng Vượng, An Khang, Thái Long, Đội Cấn.
Ngày 21 tháng 11 năm 2019, Ủy ban Thường vụ Quốc hội ban hành Nghị quyết 816/NQ-UBTVQH14 về việc sắp xếp các đơn vị hành chính cấp huyện, cấp xã thuộc tỉnh Tuyên Quang (nghị quyết có hiệu lực từ ngày 1 tháng 1 năm 2020). Theo đó:
- Sáp nhập thị trấn Tân Bình và 2 xã: Kim Phú, Phú Lâm thuộc huyện Yên Sơn vào thành phố Tuyên Quang quản lý.
- Thành lập phường Đội Cấn trên cơ sở toàn bộ diện tích và dân số của thị trấn Tân Bình và xã Đội Cấn.
- Điều chỉnh một phần diện tích và dân số của xã Phú Lâm vào xã Kim Phú.
- Thành lập phường Mỹ Lâm trên cơ sở toàn bộ diện tích và dân số còn lại của xã Phú Lâm.
- Thành lập phường An Tường trên cơ sở toàn bộ diện tích và dân số của xã An Tường.

Ngày 2 tháng 2 năm 2021, Thủ tướng Chính phủ ban hành Quyết định số 161/QĐ-TTg về việc công nhận thành phố Tuyên Quang là đô thị loại II trực thuộc tỉnh Tuyên Quang.
Thành phố Tuyên Quang có 10 phường và 5 xã như hiện nay.

## Kinh tế
Thành phố là trung tâm văn hóa - kinh tế - chính trị của tỉnh Tuyên Quang. Tính đến đầu năm 2010, toàn Thành phố có 28 hợp tác xã thủ công nghiệp, 391 doanh nghiệp đóng trên địa bàn, trong đó 56 công ty cổ phần, 257 công ty TNHH, 78 doanh nghiệp tư nhân, tổng thu ngân sách nhà nước ước tính gần 160 tỷ đồng. Trên địa bàn Thành phố còn có khu công nghiệp Long Bình An với quy mô 109ha và 2 điểm công nghiệp tập trung tại phường Tân Hà và phường Nông Tiến cùng với một số khu đô thị đã và đang hình thành như khu đô thị Tân Bình (phường Nông Tiến), khu đô thị Tân Phát (phường Ỷ La), khu đô thị Minh Thanh (phường Tân Hà), khu đô thị Đông Sơn (phường Ỷ La và phường Minh Thành).

## Dân số
Thành phố Tuyên Quang có diện tích 184,38 km² và dân số quy đổi tính đến ngày 31/12/2018 là 191.118 người.
Thành phố Tuyên Quang có diện tích 184,38 km², dân số quy đổi tính đến ngày 31/12/2019 là 232.230 người, mật độ dân số đạt 1.260 người/km².
Thành phố Tuyên Quang có diện tích 184,38 km², dân số quy đổi tính đến ngày 31/12/2022 là 147.584 người, mật độ dân số đạt 800 người/km².

## Văn hóa

### Di tích thành cổ Tuyên Quang
Được xây dựng vào cuối thế kỷ 16 (thời Nhà Mạc), Thành cổ Tuyên Quang có cấu trúc theo kiểu hình vuông, tường thành dài 275m, cao 3,5m, dày 0,8m. Tổng diện tích thành cổ là 75.625 m². Ở giữa mỗi mặt thành có một vành bán nguyệt, giữa vành bán nguyệt đó trổ cửa ra vào; trên cửa xây tháp mái ngói dùng làm vọng lâu; bên trong tường có một đường nhỏ đi xung quanh dùng làm nơi tiếp đạn. Ngoài thành là hào nước; gạch xây thành làm bằng thứ đất có quặng sắt rất rắn.
Với địa hình và cấu trúc đó khiến cho thành có một vị trí phòng thủ lợi hại và là vị trí quân sự trọng yếu. Nơi đây đã được chứng kiến nhiều sự kiện lịch sử hào hùng của nhân dân Tuyên Quang. Di tích còn lại gồm có hai cổng thành ở phía Tây và phía Bắc cùng một số đoạn tường thành.
Thành Tuyên, xây dựng năm Nhâm Tý (1552), thời Nhà Mạc, vị trí: trung tâm thị xã Tuyên Quang, loại di tích kiến trúc: thành lũy kiên cố, chất liệu gạch. Thành xây hình vuông, mỗi bề 275m, cao 3m, dày 0,80m. Giữa mỗi mặt thành có vành bán nguyệt, giữa vành bán nguyệt là cửa, trên cửa xây tháp canh mái ngói. Gạch xây thành là thứ đất có quặng sắt, rất rắn, to và nặng. Đó là đặc trưng kích thước gạch thời Hậu Lê.
Thời Nguyễn, năm 1844-1845, sửa thành Tuyên Quang. Trước kia, Lê Nguyên Giám và Vũ Doanh Từ, vì không tu sửa thành mà bị tội. Vua cho rằng, Nguyễn Đăng Giai có trách nhiệm kiêm hạt, làm hạ dụ, bắt phải trù tính để tu bổ. Phái 2000 biền binh ở tỉnh Sơn Tây đến ứng dịch. Lãnh binh Nguyễn Trọng Thao đôn đốc công việc. Giai cũng ở lại trông nom. Thành Tuyên Quang nuyên đặt dưới chân núi đất Thổ Sơn, dưới có đá chằng chịt, thợ làm rất khó, trải qua 3 tháng mới xong. Quan quân làm việc đều được thưởng hạng ưu. Đằng trước, đằng sau, bên tả, bên hữu đều dài 65 trượng, cao 7 thước 2 tấc xây bằng đá ong và 2 bên tả hữu đều xây 1 cửa nhỏ. Trong thành, chếch hướng bắc là đồi Thổ Sơn, cao 50m, dốc đứng. Từ chân đồi lên đỉnh có 195 bậc.
Từ thời Hậu Lê về sau, các đơn vị quân đội đều đóng trong thành. Thời Lý, Tuyên Quang gọi là Tam Kỳ. (Lái buôn 3 kỳ lui tới). Ngày 31/5/1884, trung tá Duy Sơn (?), đem quân từ Việt Trì, theo sông Lô lên đánh Tuyên Quang. Tại thành Tuyên cũng diễn ra cuộc chiến của quân Lưu Vĩnh Phúc và nghĩa quân do đo đốc Đại chỉ huy chống Pháp. Nhay520/12/1884, thành Tuyên bị vây hãm, cô lập, nhưng không bị chiếm; quanh thành, đào 10 đường hầm, dài 81m, nổ 7 quả mìn, diệt 200 tên địch. Ngày 24/8/1945, Việt Minh khởi nghĩa chiếm thành Tuyên. Ngày 22/12/1947, Đại tướng Võ Nguyên Giáp tuyên dương công trạng chiến thắng Thu Đông 47, bên cạnh Thành Tuyên. (Hiện nay còn bia kỷ niệm).
Ngày 30/8/1991, Bộ Văn hóa, Thông tin, Thể thao và Du lịch ban hành Quyết định số 1548: "Điều 1, nay công nhận Di tích lịch sử phế tích thành Tuyên Quang (phường Tân Quang, thị xã Tuyên Quang, tỉnh Hà Tuyên); điều 2, nghiêm cấm mọi hoạt động xây dựng, khai thác trong những khu vực bảo vệ của di tích đã khoanh vùng..." Thứ trưởng Vũ Khắc Liên.
Những năm cuối thế kỷ 20, Tuyên Quang làm cầu Nông Tiến có đường dẫn chạy qua thành Tuyên. Các đoạn đường 17 tháng Tám, Bình Thuận, Lương Sơn Tuyết làm trên những con hào bao quanh thành cổ. Nay chỉ còn lại 2 cổng là Tây Môn (nằm trên ngã tư đường Bình Thuận-Tân Trào) và cổng Nam Môn(nằm cạnh chợ Tam Cờ).
Theo truyền thuyết, ngày xưa, thành xây xong, nhưng mỗi khi mở cổng Nam Môn là lại xảy ra bệnh dịch và hùm beo về quấy nhiễu, nên phải lấp lại, gọi là Cổng Lấp. Dân trong vùng vẫn gọi là Cổng Lấp, không mấy ai gọi Nam Môn.

### Di tích Đền Hạ
Được xây dựng vào năm 1738, thời vua Lê Cảnh Hưng (Thời Hậu Lê), thờ Mẫu thần. Đền có mái đao cong duyên dáng với những biểu tượng rồng, phượng đắp nổi trên lớp mái ngói vẩy. Các ngày lễ lớn được diễn ra từ ngày 11 đến ngày 16 tháng 2 âm lịch. Khu đền in bóng bên dòng sông Lô, nơi có khúc sông uốn lượn hình rồng. Di tích mang đậm nghệ thuật kiến trúc tôn giáo. Hiện nay, trong đền còn có nhiều pho tượng cổ có giá trị về mặt nghệ thuật và lịch sử cùng nhiều bức tranh chạm khắc có giá trị nghệ thuật cao.

### Hội đua thuyền trên Sông Lô
Tổ chức vào dịp tết Nguyên Đán; là hoạt động phản ánh đời sống sinh hoạt gắn với vùng sông nước của cư dân đôi bờ sông Lô; đồng thời thể hiện tinh thần thượng võ không chịu khuất phục của nhân dân Tuyên Quang trước những thử thách khắc nghiệt của thiên nhiên, với ước muốn chinh phục cải tạo tự nhiên, đấu tranh chống giặc ngoại xâm bảo vệ giang sơn bờ cõi. Lễ hội được tổ chức vào mùng 4 tết hàng năm.

### Lễ hội Đền Hạ
Là tấm lòng thành kính của nhân dân địa phương tưởng nhớ công đức đối với hai vị Ngọc Hân và Phương Hoa công chúa; Lễ hội phản ánh nét đẹp trong văn hoá ứng xử của người Việt, đó là đạo lý "Uống nước nhớ nguồn". Lễ hội được tổ chức vào tháng riêng hàng năm.

### Lễ hội rằm Trung Thu
Là hoạt động văn hoá đặc sắc của nhân dân các dân tộc Tuyên Quang với những làn điệu dân ca ngọt ngào, đằm thắm, các điệu múa dân gian nhịp nhàng uyển chuyển trong lung linh sắc màu của đêm rằm trung thu.
Lễ hội đường phố của thành phố Tuyên Quang là một hoạt động văn hóa đặc sắc của nhân dân các dân tộc tỉnh Tuyên Quang, lễ hội mới được hình thành và phát triển, đây là hoạt động văn hóa hoàn toàn xuất phát từ đời sống văn hóa, tinh thần của nhân dân các dân tộc trong tỉnh. Lễ hội diễn ra vào trung thu, với các hoạt động: làm đèn, hình thu các con vật, các địa danh như Thành nhà Mạc, núi Thổ sơn, Lán Nà Nưa...để rước trên các hè phố, bên cạnh đó là hoạt động múa dân gian như đám cưới chuột, múa Lân,... và cả nhảy, múa hiện đại. Hiện nay, đây là hoạt động văn hóa được nhân dân thành phố Tuyên Quang yêu thích và hưởng ứng nhiều nhất.

### Suối nước khoáng Mỹ Lâm
Suối nước khoáng Mỹ Lâm thuộc phường Mỹ Lâm. Suối khoáng Mỹ Lâm còn có tên gọi khác là "Suối khoáng Sun-phua" do hàm lượng Hydro sulfide trong nước lên đến 5 mg/lít. Nguồn nước được các nhà địa chất học người Pháp phát hiện từ năm 1923.

## Giao thông
Thành phố Tuyên Quang cách thủ đô Hà Nội 165 km về phía Nam theo Quốc lộ 2, cách thành phố Hà Giang 154 km về phía Bắc theo Quốc lộ 2, cách thành phố Thái Nguyên 60 km về phía Đông theo Quốc lộ 37, cách thành phố Yên Bái 40 km về phía Tây theo Quốc lộ 37.
Thành phố Tuyên Quang có 2 tuyến: Đường cao tốc Tuyên Quang – Hà Giang và Đường cao tốc Tuyên Quang – Phú Thọ đi qua.